# 白羊镇 (铜梁区)
白羊镇，是中华人民共和国重庆市铜梁区下辖的一个乡镇级行政单位。

## 行政区划
白羊镇下辖以下地区：
金羊社区、羊嘴村、水碾村、清晏村、金铃村、凤凰村、兵马村和石船村。